# Bolesław Marzec
Bolesław Marzec (ur. 15 maja 1897 w Lublinie, zm. ?) – kapitan piechoty Wojska Polskiego, działacz niepodległościowy, kawaler Orderu Virtuti Militari.

## Życiorys
Urodził się 15 maja 1897 w Lublinie, ówczesnej stolicy guberni lubelskiej, w rodzinie Jana i Marii z Kiełczewskich. Ukończył szkołę powszechną w rodzinnym mieście i cztery klasy szkoły handlowej.
15 sierpnia 1915 wstąpił do Legionów Polskich. Walczył w szeregach 1. kompanii VI batalionu 7 pułku piechoty. W kwietniu 1917 był odnotowany w 4. kompanii 1 pułku piechoty i przedstawiony we wniosku o odznaczenie austriackim Krzyżem Wojskowym Karola. 18 lipca 1917, po kryzysie przysięgowym, został internowany w Szczypiornie, a później w Łomży. 11 lipca 1918, po zwolnieniu z internowania, na polecenie przełożonych, wstąpił do Polskiej Siły Zbrojnej i został przydzielony do 1 pułku piechoty, późniejszego 7 pułku piechoty Legionów.
W szeregach tego oddziału walczył na wojnie z bolszewikami. Wyróżnił się 26 sierpnia 1920 w czasie wypadu na stację kolejową Żabinka. W Łąkach, po przeprowadzonym wypadzie, został odznaczony przez dowódcę 3 Dywizji Legionów generała podporucznika Leona Berbeckiego Orderem Virtuti Militari.
28 sierpnia 1920 ówczesny dowódca II batalionu 7 pp Leg., kapitan Jan Niemiec we wniosku na odznaczenie Orderem Virtuti Militari napisał: „w bitwie pod Żabinką dnia 26 sierpnia 1920 jako dowódca plutonu sierżant sztabowy Marzec Bolesław pierwszy, atakiem na bagnety rzuca się i zdobywa miasteczko. Zdezorientowany nieprzyjaciel ucieka w popłochu pozostawiając znaczną ilość materiału wojennego. Sierżant sztabowy Marzec zdobywa kwaterę dowódcy 57 Dywizji Strzelców i kładzie na miejscu trupem szefa sztabu tejże dywizji. Za czy ten wspaniały, pełen poświęcenia, męstwa i odwagi zasługuje w zupełności na odznaczenie go orderem «Virtuti Militari»”.
Po zakończeniu działań wojennych pozostał w wojsku jako oficer zawodowy i kontynuował służbę w macierzystym pułku w Chełmie. 3 maja 1922 został zweryfikowany w stopniu podporucznika ze starszeństwem od 1 czerwca 1919 i 132. lokatą w korpusie oficerów piechoty. 12 lutego 1923 prezydent RP awansował go z dniem 1 stycznia 1923 na porucznika ze starszeństwem z 1 czerwca 1920 i 28. lokatą w korpusie oficerów piechoty. W tym samym roku, w Chełmie, jako ekstern zdał egzamin z zakresu sześciu klas gimnazjum. 2 kwietnia 1929 prezydent RP nadał mu z dniem 1 stycznia 1929 stopień kapitana w korpusie oficerów piechoty i 26. lokatą. W marcu 1939 dowodził 1. kompanią pułku.
W czasie kampanii wrześniowej 1939 jako oficer Dowództwa Okręgu Korpusu Nr II w Lublinie dostał się do niewoli niemieckiej i został osadzony w Oflagu VII A Murnau.
Według innych źródeł poległ 10 września 1939 lub zmarł w październiku tego roku w Tomaszowie Lubelskim jako dowódca 1 kompanii 7 pp Leg. i został pochowany na tamtejszym cmentarzu przy ul. Lwowskiej.
Był żonaty, bezdzietny (stan na 26 marca 1934).

## Ordery i odznaczenia
- Krzyż Srebrny Orderu Wojskowego Virtuti Militari nr 84[1][19]
- Krzyż Niepodległości – 13 kwietnia 1931 „za pracę w dziele odzyskania niepodległości”[20][21]
- Krzyż Walecznych[1][22]
- Srebrny Krzyż Zasługi – 10 listopada 1933 „za zasługi na polu wyszkolenia wojska”[23][24]
- Medal Pamiątkowy za Wojnę 1918–1921[1]
- Medal Dziesięciolecia Odzyskanej Niepodległości[1]
- łotewski Medal Pamiątkowy 1918-1928 – 6 sierpnia 1929[25][1]